# Campbell Walsh
Campbell Walsh (ur. 26 listopada 1977) – brytyjski kajakarz górski. Srebrny medalista olimpijski z Aten.
Brał udział w dwóch igrzyskach (IO 00, IO 04). W 2004 zajął drugie miejsce w rywalizacji kajakarzy w jedynce. Zdobył trzy medale mistrzostw świata. Indywidualnie był trzeci w 2006 i 2007, w rywalizacji drużynowej zdobył srebro w 2009. W 2008 był mistrzem Europy w jedynce, w 2007 zajął trzecie miejsce. W drużynie zdobył po jednym medalu w każdym kolorze.